# Зарічани (Пуховицький район)
Зарічани (біл. вёска Зарачаны) — село в складі Пуховицького району Мінської області, Білорусь. Село підпорядковане Новопольській сільській раді, розташоване в центральній частині області.